# Азербайджан на Играх исламской солидарности 2017
Азербайджан на IV играх Исламской солидарности, проводящихся с 12 по 22 мая в столице Азербайджана, городе Баку, представили более 500 спортсменов в разных видах спорта. Знаменосцем на церемонии открытия стал каратист Рафаэль Агаев.
На Играх исламской солидарности 2017 года спортсмены Азербайджана завоевали 162 медали: 75 золотых, 50 серебряных и 57 бронзовых. В итоге сборная впервые за свою историю заняла 1-е место в неофициальном общекомандном зачёте по достоинству медалей и 2-е место по количеству медалей, уступив 1-е место Турции.